# Hrvatski malonogometni kup 2020./21.
Hrvatski malonogometni kup za sezonu 2020./21. je igran u jesen 2020. godine. Natjecanje je osvojio "Olmissum" iz Omiša.

## Sustav natjecanja
Sudjeluje 16 futsal klubova, koji igraju jednostrukim kup-sustavom. Sudionici su 13 klubova koji imaju najbolji koeficijent u uspješnosti u kupu u posljednjih 5 sezona, te 3 kluba - pobjednici regionalnih kupova. Posljednje četiri momčadi igraju završni turnir. 

## Rezultati

### Osmina završnice
Termin za igranje utakmica je bio od 19. do 21. listopada 2020.
| datum               | par                                       | rez.          | napomene                                     | izvještaji |
| ------------------- | ----------------------------------------- | ------------- | -------------------------------------------- | ---------- |
| 19. listopada 2020. | Našice - Novo Vrijeme Apfel Makarska      | 2:6           |                                              |            |
| 19. listopada 2020. | Brod 035 Slavonski Brod - Alumnus Sesvete | 3:3 (3:5 pen) | "Alumnus" prošao boljim izvođenjem šesteraca |            |
| 20. listopada 2020. | Aurelia Futsal Vinkovci - Vrgorac         | 0:5           |                                              |            |
| 20. listopada 2020. | Square Dubrovnik - Olmissum Omiš          | 2:3           |                                              |            |
| 20. listopada 2020. | Crnica Šibenik - Petrinjčica Petrinja     | 7:0           |                                              |            |
| 21. listopada 2020. | Futsal Pula - Uspinjača Gimka Zagreb      | 1:2           |                                              |            |
| 21. listopada 2020. | Porto Tolero Ploče - Futsal Dinamo Zagreb | 2:4           |                                              |            |
| 4. sudenog 2020.    | Universitas Split - Split                 | 2:5           |                                              |            |

### Četvrtzavršnica
Termin za igranje utakmica je bio 17. i 18. studenog 2020.
| datum              | par                                                  | rez. | napomene         | izvještaji |
| ------------------ | ---------------------------------------------------- | ---- | ---------------- | ---------- |
| 17. studenog 2020. | Alumnus Sesvete - Split                              | 3:6  |                  |            |
| 17. studenog 2020. | Olmissum Omiš - Futsal Dinamo Zagreb                 | 3:1  |                  |            |
| 17. studenog 2020. | Crnica Šibenik - Vrgorac                             | 0:5  | igrano u Murteru |            |
| 25. studenog 2020. | Novo Vrijeme Apfel Makarska - Uspinjača Gimka Zagreb | 3:0  |                  |            |

### Završni turnir
Final four turnir održan u Splitu u dvorani ŠC "Gripe" 18. i 19. prosinca 2020

| klub1         | rez.            | klub2                       | napomene                                                    | izvještaji    |
| poluzavršnica | poluzavršnica   | poluzavršnica               | poluzavršnica                                               | poluzavršnica |
| ------------- | --------------- | --------------------------- | ----------------------------------------------------------- | ------------- |
| Olmissum Omiš | 3:3 (5:4 pen)   | Novo Vrijeme Apfel Makarska | "Olmissum" prošao boljim izvođenjem šesteraca               |               |
| Vrgorac       | 4:0             | Split                       |                                                             |               |
|               |                 |                             |                                                             |               |
| završnica     |                 |                             |                                                             |               |
| Olmissum Omiš | 2:2 (11:10 pen) | Vrgorac                     | "Olmissum" pobjednik kupa nakon boljeg izvođenjem šesteraca |               |

## Vanjske poveznice
- semafor.hns.family
- crofutsal.com, Hrvatski malonogometni kup
- futsalplanet.com, Competitions